# Міжнародний телескоп з рідким дзеркалом
Міжнародний телескоп з рідким дзеркалом (англ. International Liquid Mirror Telescope) — 4-метровий телескоп в Уттаракханді в Індії, найбільший телескоп з рідким дзеркалом в Азії.

## Історія
Телескоп побачив перше світло 2 червня 2022 року. 12 червня 2022 року він вийшов онлайн. 21 червня 2022 року він був готовим до спостережень. 21 березня 2023 року його урочисто відкрив Джітендра Сінгх.

## Механізм
Телескоп використовує ртутне дзеркало, яке обертається разом з віссю телескопа. Це створює відцентрову силу, яка надає дзеркалу параболічної форми і дозволяє йому фокусувати світло.